# 奧古斯塔 (密歇根州)
奧古斯塔（英語：Augusta）是位於美國密歇根州卡拉馬祖縣查爾斯頓鎮區及羅斯鎮區的一個村。

## 人口
根據2020年美國人口普查的數據，奧古斯塔的面積為2.70平方千米，當中陸地面積為2.66平方千米，而水域面積為0.04平方千米。當地共有人口864人，而人口密度為每平方千米320人。